# FKスティエスカ・フォチャ
FKスティエスカ・フォチャ（FK Sutjeska Foča）は、ボスニア・ヘルツェゴビナのスルプスカ共和国フォチャをホームタウンとするサッカークラブである。

## 歴史
第二次世界大戦後の1946年に創設された。
1995-96シーズンはドルガ・リーガRS・スルプスコ・サラエヴォ地域に参加して2位になり、入れ替え戦でジェリェズニチャル・スルプスコ・サラエヴォに勝利してプルヴァ・リーガRSに昇格した。スルプスコ・サラエヴォで行われた試合は1-3で敗れたが、フォチャで行われた試合は7-3で勝利した。
1996-97シーズンはプルヴァ・リーガRS・東地域で降格圏の8位に終わり、1シーズンでドルガ・リーガRS・南地域に降格した。
2007年にプルヴァ・リーガRSに昇格後は、プルヴァ・リーガRSの安定したメンバーとなった。

## 歴代所属選手
- ラデ・クルニッチ 2012-2013